# Ioana Loredana Roșca
Ioana Loredana Roșca (ur. 20 września 1996 w Krajowie) – rumuńska tenisistka, zwyciężczyni wielkoszlemowego French Open 2014 w grze podwójnej dziewcząt.
W zawodowych turniejach zadebiutowała w lipcu 2011 roku, występując na turnieju rangi ITF w Jassach. W sierpniu 2013 roku w turnieju ITF w Bukareszcie wygrała swój pierwszy turniej deblowy, natomiast w singlu kilkakrotnie dochodziła do półfinałów.
W 2014 roku razem z rodaczką Ioaną Ducu wygrała juniorski turniej French Open w grze podwójnej, pokonując w finale parę Catherine Bellis–Markéta Vondroušová.

## Wygrane turnieje rangi ITF
| turnieje z pulą nagród 100 000 $ |
| turnieje z pulą nagród 80 000 $  |
| turnieje z pulą nagród 60 000 $  |
| turnieje z pulą nagród 25 000 $  |
| turnieje z pulą nagród 15 000 $  |
| turnieje z pulą nagród 10 000 $  |

### Gra pojedyncza
|    | Data       | Turniej   | ($)    | Naw.   | Finalistka       | Wynik         |
| 1. | 25/07/2015 | Târgu Jiu | 10 000 | ziemna | Nicoleta Dascalu | 6:2, 4:6, 6:3 |
| 2. | 29/04/2018 | Hammamet  | 15 000 | ziemna | Marina Marfutina | 3:6, 6:3, 7:5 |
| 3. | 30/09/2018 | Melilla   | 15 000 | ziemna | Julia Payola     | 6:0, 6:2      |
| 4. | 27/01/2019 | Manacor   | 15 000 | ziemna | Rebeka Masarova  | 6:2, 6:0      |
| 5. | 26/01/2020 | Manacor   | 15 000 | ziemna | Rosa Vicens Mas  | 6:4, 6:1      |

## Finały juniorskich turniejów wielkoszlemowych

### Gra podwójna (1)
| Końcowy wynik | Rok  | Turniej     | Nawierzchnia | Partnerka  | Przeciwniczki                        | Wynik finału   |
| Zwyciężczyni  | 2014 | French Open | Ceglana      | Ioana Ducu | Catherine Bellis Markéta Vondroušová | 6:1, 5:7, 11–9 |